# Theophil Matwejewitsch Tolstoi

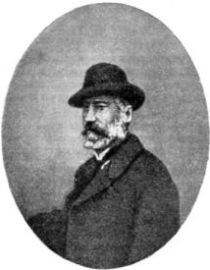
Theophil Matwejewitsch Tolstoi

Theophil Matwejewitsch Tolstoi (russisch Феофил Матвеевич Толстой; * 6. Junijul. / 18. Juni 1809greg.; † 20. Februarjul. / 4. März 1881greg. in St. Petersburg) war ein russischer Beamter, Komponist, Musikkritiker und Schriftsteller mit dem Pseudonym Rostislaw (Ростислав).

## Leben
Tolstoi war der Sohn Matwei Fjodorowitsch Tolstois (1772–1815) und seiner Frau Praskowja Michailowna Golenischtschewa-Kutusowa (1777–1844), Tochter des Generals Fürst Michail Kutusow. Er schloss die Ausbildung im St. Petersburger Pagenkorps 1827 ab. Darauf war er 1828–1832 Beamter im Haushaltskontrollamt des Russischen Kaiserreiches.
Neben seiner beruflichen Arbeit betätigte Tolstoi sich musikalisch und literarisch. Er komponierte mehr als 200 Romanzen. Er nahm Gesangsstunden bei Giovanni Battista Rubini und bildete sich weiter in Italien aus. Mit einem italienischen Libretto komponierte er die Oper Birichino di Parigi, die in Neapel 1832 und in St. Petersburg 1835 aufgeführt wurde. Die 1835 komponierte Oper Doktor w Chlopotach (Doktor in Nöten) wurde 1851 aufgeführt.
1836 wurde Tolstoi Oberassistent des Amtsleiters der Kanzlei des Moskauer Generalmilitärgouverneurs. 1841 wurde er in die Kanzlei des Generalgouverneurs von Smolensk, Witebsk und Mogiljow versetzt. Im Mai 1843 erhielt er die Ernennung zum Kammerjunker (V. Rangklasse). Im Dezember 1843 folgte die Versetzung ins Kriegsministerium, wo er sich mit Problemen der Logistik befasste. 1848 wurde er dort Beamter für Sonderaufgaben beim Kriegsminister. Ab 1856 nahm er mit Stimmrecht an Sitzungen des Proviantdepartements des Kriegsministeriums teil. 1860 wurde er Kammerherr und 1861 Wirklicher Staatsrat (IV. Rangklasse).
Nach dem geringen Erfolg seiner Opern hatte Tolstoi die Komponistenkarriere aufgegeben und widmete sich nun der Musikkritik. Seit 1850 schrieb er in Moskowskije Wedomosti, Journal de St. Petersbourg und anderen Zeitschriften. Er rezensierte die Opern Ein Leben für den Zaren (1854) sowie Rogneda (1870), Judith (1871) und Wraschja Sila (Der Teufel) (1871) von Alexander Serow. Er setzte sich für das Werk von Glinka, Dargomyschski und Serow ein. 1852 veröffentlichte er im Sowremennik die Erzählung Kapitan Toldi und 1859 im Russki Westnik den Roman Bolesni Woli (Willenskrankheiten). Er wechselte Briefe mit Nikolai Nekrassow, Fjodor Dostojewski und Iwan Gontscharow. Graf Alexei Tolstoi richtete zwei scherzhafte Versepistel an ihn.
Nach Dmitri Miljutins Reform des Kriegsministeriums 1864 wurde Tolstoi 1865 unter Entpflichtung von seinen Ämtern im Kriegsministerium als Hofmeister (III. Rangklasse) des kaiserlichen Hofes Mitglied des Rates der Hauptverwaltung für Pressewesen. 1871 wurde er aus diesem Amt entlassen und wieder ins Kriegsministerium übernommen mit Befreiung vom Dienst.
Tolstoi war verheiratet mit der Sängerin Alexandra Dmitrijewna Dawydowa (1815–1884), Tochter Dmitri Alexandrowitsch Dawydows und Fürstin Jelisaweta Alexejewna Schachowskajas. In ihrem Salon waren häufig Graf Grigori Stroganow, Graf Pjotr Kreiz und Pjotr Albedinski zu Gast. Sie hatten einen Sohn Alexander (1839–1910), der Hofmeister und Oberhofmarschall (II. Rangklasse) wurde.
Tolstoi wurde auf dem St. Petersburger Nikolaus-Friedhof des Alexander-Newski-Klosters begraben.
Tolstois ältere Brüder waren der Generalmajor Pawel Matwejewitsch Golenischtschew-Kutusow, der General und Direktor des Tschesmensker Palais Nikolai Matwejewitsch Tolstoi und der Diplomat und Postminister Iwan Matwejewitsch Tolstoi.

## Ehrungen
- Russischer Orden der Heiligen Anna II. Klasse mit Kaiserkrone (1855)
- Russischer Sankt-Stanislaus-Orden II. Klasse mit Kaiserkrone (1857)
- Orden des Heiligen Wladimir III. Klasse (1859)
- Russischer Sankt-Stanislaus-Orden I. Klasse (1863)
- Russischer Orden der Heiligen Anna I. Klasse (1868)
- Orden des Heiligen Wladimir II. Klasse (1871)